# Генерал-губернаторский дворец (Омск)

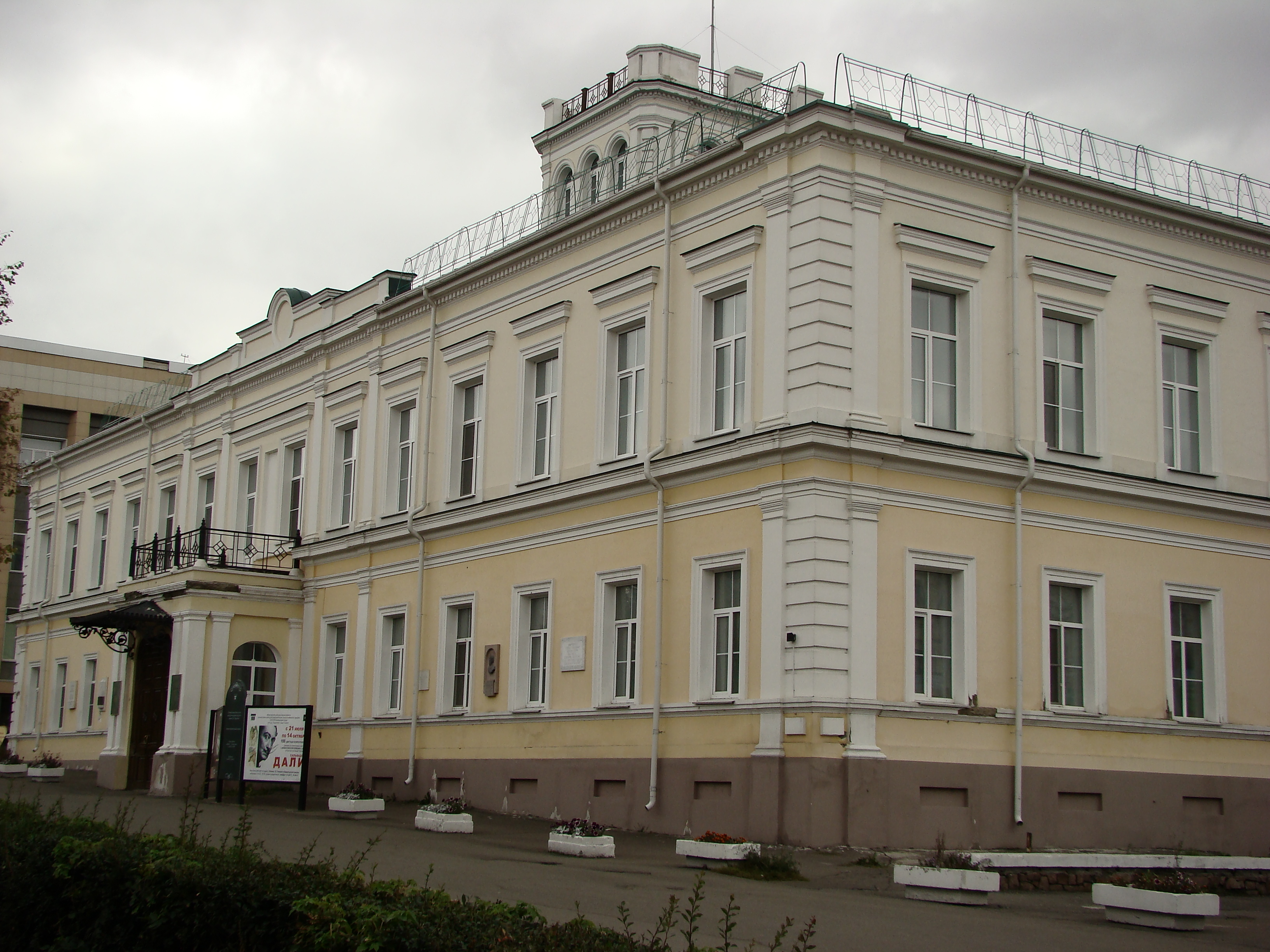
Здание в 2012 году

Генерал-губернаторский дворец (ныне Омский областной музей изобразительных искусств имени М. А. Врубеля) — историческая постройка XIX века, расположенная в центре Омска на углу улиц Броз Тито и Ленина.

## История
На месте здания раннее располагался Посольский дом. Он был уничтожен в результате пожара 1823 года. После чего место пустовало. В 1853 году Западно-Сибирский генерал-губернатор Густав Гасфорд обратился в Петербург с просьбой о постройке нового здания генерал-губернатора. В письме с просьбой прилагался проект, составленный архитектором Фридрихом Вагнером и смета расходов. После некоторых согласований была получена санкция на строительство здания с устройством в нём помещений на случай приезда членов императорской фамилии. Строительные работы осуществлялись с 1859 по 1862 год. Ими руководили Ф. Вагнер и инженер К. Е. Лазарев. Подрядчиком выступал ишимский купец II гильдии А. Е. Гудович. Первым генерал-губернатором, поселившимся в новом доме, был Александр Дюгамель. В 1868 году здание посещал великий князь Владимир Александрович. В 1882 году Западно-Сибирское генерал-губернаторство упраздняется. Преемником его стало Степное генерал-губернаторство. С того года здание являлось резиденцией его руководителя. В июле 1891 года Омск посетил направляющийся из заграничной части своего Восточного путешествия с Дальнего Востока цесаревич Николай Александрович, будущий император Николай II. В качестве покоев для наследника было выделено помещение в генерал-губернаторском доме. В 1901 году здание посетил дядя Николая великий князь Константин Константинович, осуществлявший инспекцию Сибирского кадетского корпуса. После Февральской революции дворец был реквизирован и назывался Домом Республики. Здесь разместился Совет рабочих и солдатских депутатов. После Октябрьской революции в здании расположились отдел народного образования, Чрезвычайная комиссия, редакции газеты «Известия Совета рабочих и солдатских депутатов» и журнала «Пролетарий». В 1918 году Дом Республики по распоряжению советской власти был передан под музей Западно-Сибирского отдела Русского географического общества, но переселиться тот не успел. После взятия Омска белыми летом того года, Дом Республики был переименован в Дом Свободы. С ноября в нём размещались Совет Министров Российского правительства, канцелярия и кабинет Верховного правителя России Александра Колчака. С восстановлением в конце 1919 года советской власти в Омске здание на некоторое время отводилось для штаба 5-й Красной Армии (1919), губревкома и губисполкома, а затем — для детского дома (1923). С 1924 года в здании размещался краеведческий музей. В период Великой Отечественной войны в нём хранились коллекции Государственного исторического музея, музеев Воронежа и Новгорода. Верхний этаж занимал 2-й Московский медицинский институт. Ныне в здании располагается Омский областной музей изобразительных искусств имени М. А. Врубеля.